# جورج تشابمان
جورج تشابمان (بالإنجليزية: George Chapman)‏ ـ (حوالي 1559 ـ 12 مايو 1634) هو كاتب مسرحي ومترجم وشاعر إنجليزي. كان عالمًا بالكلاسيكيات وتأثرت أعماله بالفلسفة الرواقية. من أشهر أعماله ترجمته لملحمتي هوميروس الإلياذة والأوديسة.
توفي تشابمان في لندن معدمًا ومدينًا، ودُفن في كنيسة سانت جيلز إن ذا فيلدز، المعروفة بكنيسة الشعراء.

## روابط خارجية
- جورج تشابمان على موقع الموسوعة البريطانية (الإنجليزية)
- جورج تشابمان على موقع ميوزك برينز (الإنجليزية)